# Giải bóng đá trong nhà cúp quốc gia 2021
Giải bóng đá trong nhà cúp quốc gia 2021 (tên gọi chính thức là Giải Futsal HDBank Cúp Quốc gia 2021) là giải futsal do VFF và VOV phối hợp tổ chức lần thứ năm liên tiếp, đây cũng là mùa giải thứ bảy của Giải bóng đá trong nhà cúp quốc gia được tổ chức. Giải đấu bị hủy bỏ vào tháng 12 năm 2021 do diễn biến phức tạp của đại dịch COVID-19.

## Địa điểm thi đấu
Tất cả các trận đấu từ vòng loại đến vòng chung kết đều diễn ra tại Nhà thi đấu Thái Sơn Nam, Quận 8, Thành phố Hồ Chí Minh.

## Truyền hình
Các trận đấu được truyền hình trực tiếp trên các kênh sóng VTC3, VTC8, VOVTV.